# Großbeeren

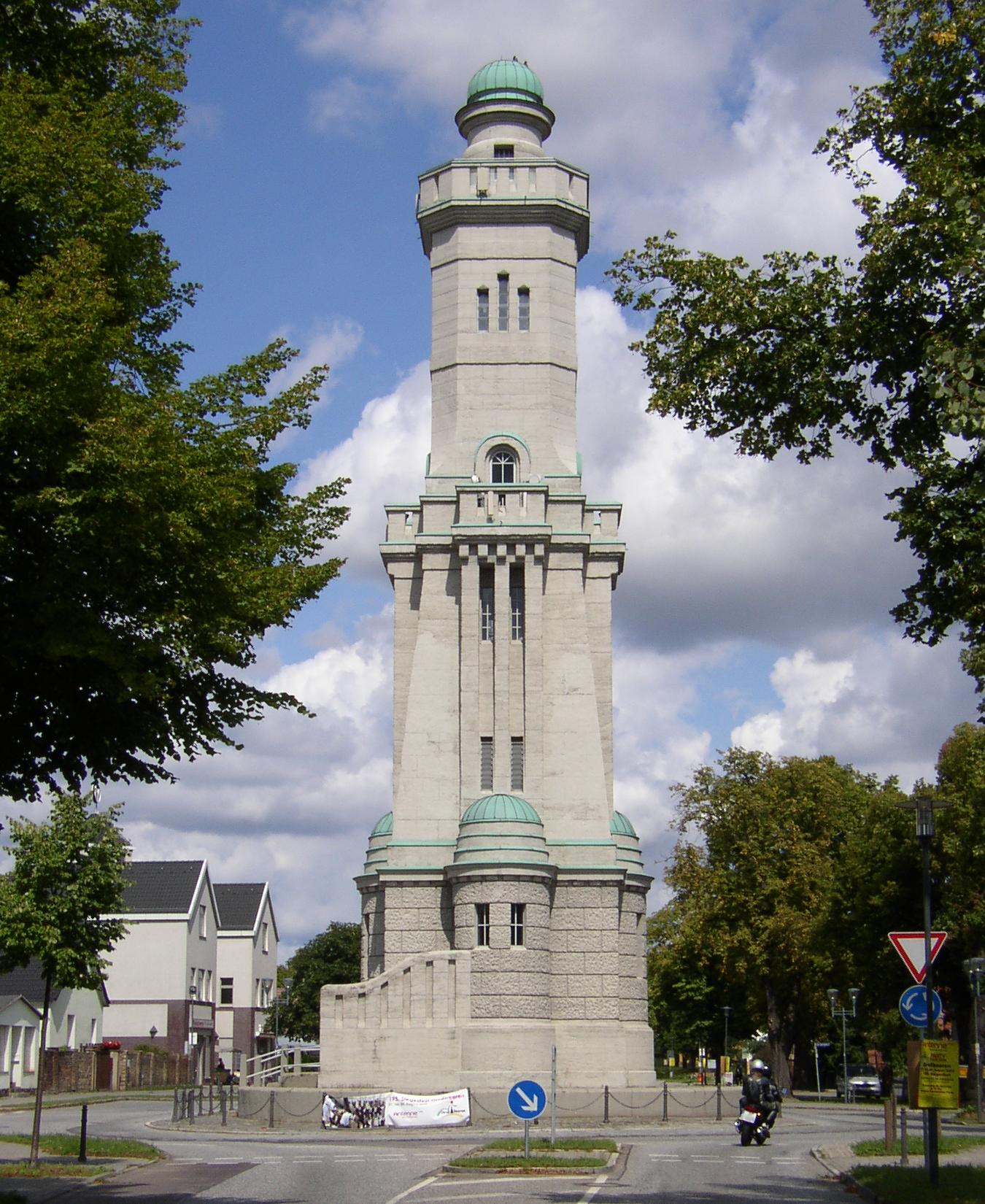
Wieża z okazji bitwy pod Großbeeren

Großbeeren – gmina w Niemczech w kraju związkowym Brandenburgia, w powiecie Teltow-Fläming, graniczy bezpośrednio z Berlinem.
W miejscowości jest przystanek kolejowy Großbeeren.
Współpraca zagraniczna
- Lewin Kłodzki, Polska